# Piliostigma tortuosum
Piliostigma tortuosum là một loài thực vật có hoa trong họ Đậu. Loài này được (Collett & Hemsl.) Thothathri miêu tả khoa học đầu tiên năm 1967.